# Service d'intelligence militaire et de sécurité suédois

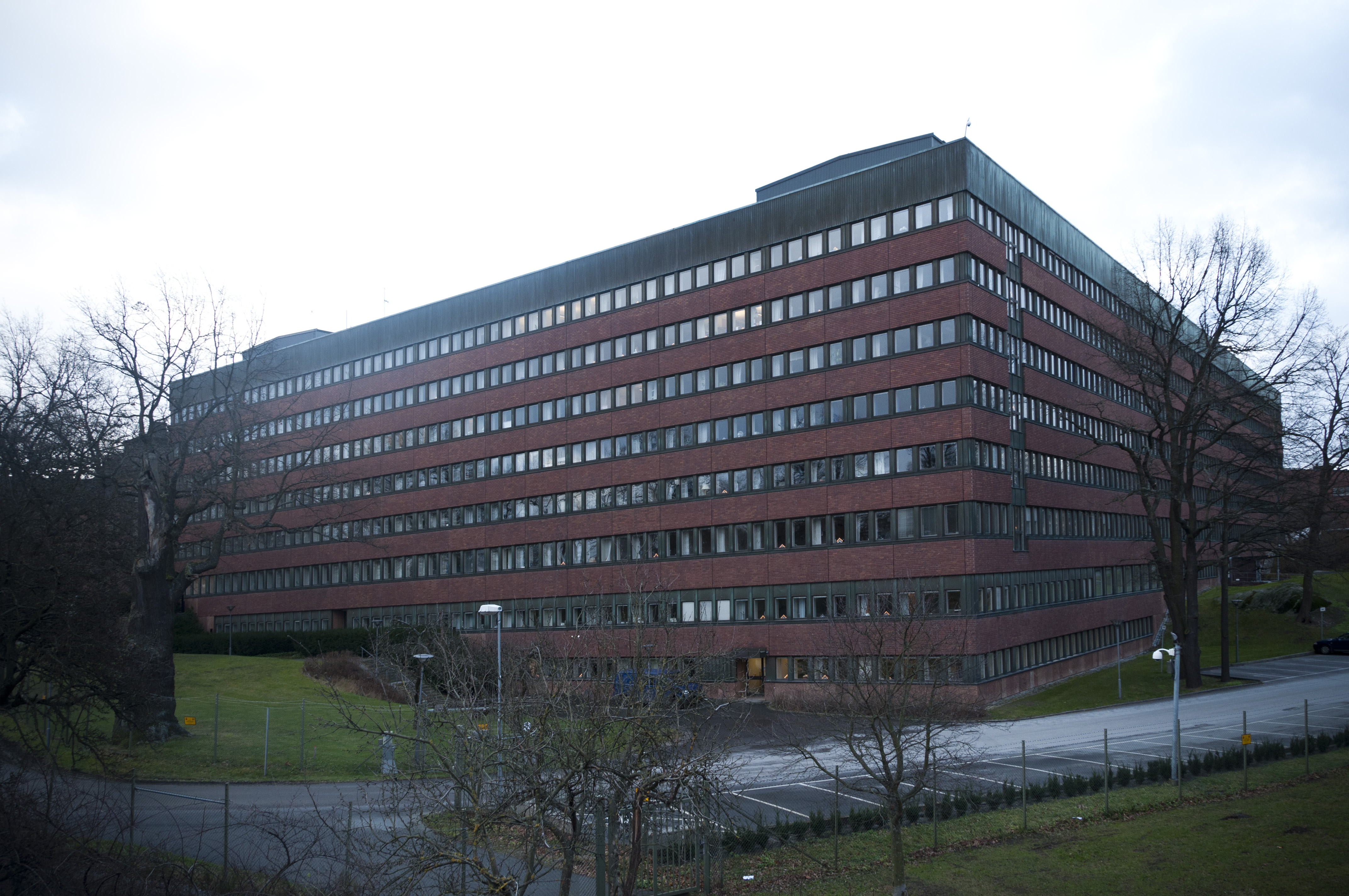

Le Service d'intelligence militaire et de sécurité suédois (Militära underrättelse- och säkerhetstjänsten en suédois) est une division des forces armées suédoises. Il est responsable de l'intelligence militaire suédoise, telle que l'obtention et la présentation d'informations d'importance militaire.